# Mario Marazzani
Mario Marazzani, italijanski general, * 1887, † 1969.